# Serge Ducosté
Serge Ducosté (4. února 1944, Port-au-Prince – 5. července 2024) byl haitský fotbalista, obránce.

## Fotbalová kariéra
Byl členem haitské reprezentace na Mistrovství světa ve fotbale 1974, nastoupil v utkání proti Argentině. Za reprezentaci Haiti nastoupil v letech 1970–1974 ve 14 utkáních. Na klubové úrovni hrál na Haiti za Aigle Noir AC.